# Royal Irish Academy of Music
The Royal Irish Academy of Music (RIAM; iriska: Ceol Acadamh Ríoga na hÉireann) är en musikhögskola vid Dublin City University i Dublin, Irland.

## Några berömda studenter
- Moya Brennan, folksångare och harpist
- Fionnuala Sweeney, journalist och radioröst
- John Millington Synge, pjäsförfattare och poet